# Cyphophthalmus serbicus
Cyphophthalmus serbicus is een hooiwagen uit de familie Sironidae. De originele naamcombinatie (protoniem) was Siro serbicus Hadži, 1973.